# Teleprónter
| (1) Cámara de vídeo.   | (2) Tela.               |
| (3) Monitor.           | (4) Cristal reflectivo. |
| (5) Imagen del sujeto. | (6) Imagen del monitor. |

Esquema del teleprompter:

El teleprónter (en inglés teleprompter, también llamado teleapuntador, autocue o cue por influencia del nombre de la principal empresa fabricante) es un aparato electrónico que refleja el texto, ya sea noticias, canciones... previamente cargado en una computadora, en un cristal transparente que se sitúa en la parte frontal de una cámara. En algunos casos se controlan a través de un pedal en los pies del presentador que, al pisarlo, hace avanzar el texto y, si deja de pisarlo, este se detiene. De este modo, el sujeto puede leer con comodidad y a su ritmo.
En otras ocasiones, es controlado por un operador que debe llevar el ritmo del narrador, para que la lectura se note natural y pausada. Por lo regular, debe estar instalado en todas las cámaras que se usan a la hora de una transmisión.

## Características
El teleprónter o apuntador óptico es una herramienta de lectura, que se utiliza para poder seguir un discurso o texto en una pantalla o espejo, permitiendo a la persona tener un apoyo que le brinde confianza y seguridad al momento de hablar, ya sea en un discurso o en una grabación de videoclips.
Utilizado en cine, televisión, videos corporativos, conciertos y eventos en general esta herramienta permite al orador mantener un vínculo visual con su audiencia, evitando tener que dirigir la mirada a un guion en papel o necesitar la ayuda de un apuntador. En los casos en los que es importante mirar directamente a la cámara mientras se recita el texto el teleprompter permite hacer las dos cosas a la vez, ya que el texto se proyecta sobre un espejo situado exactamente delante de la cámara. 
Existen dos tipos de teleprónter:

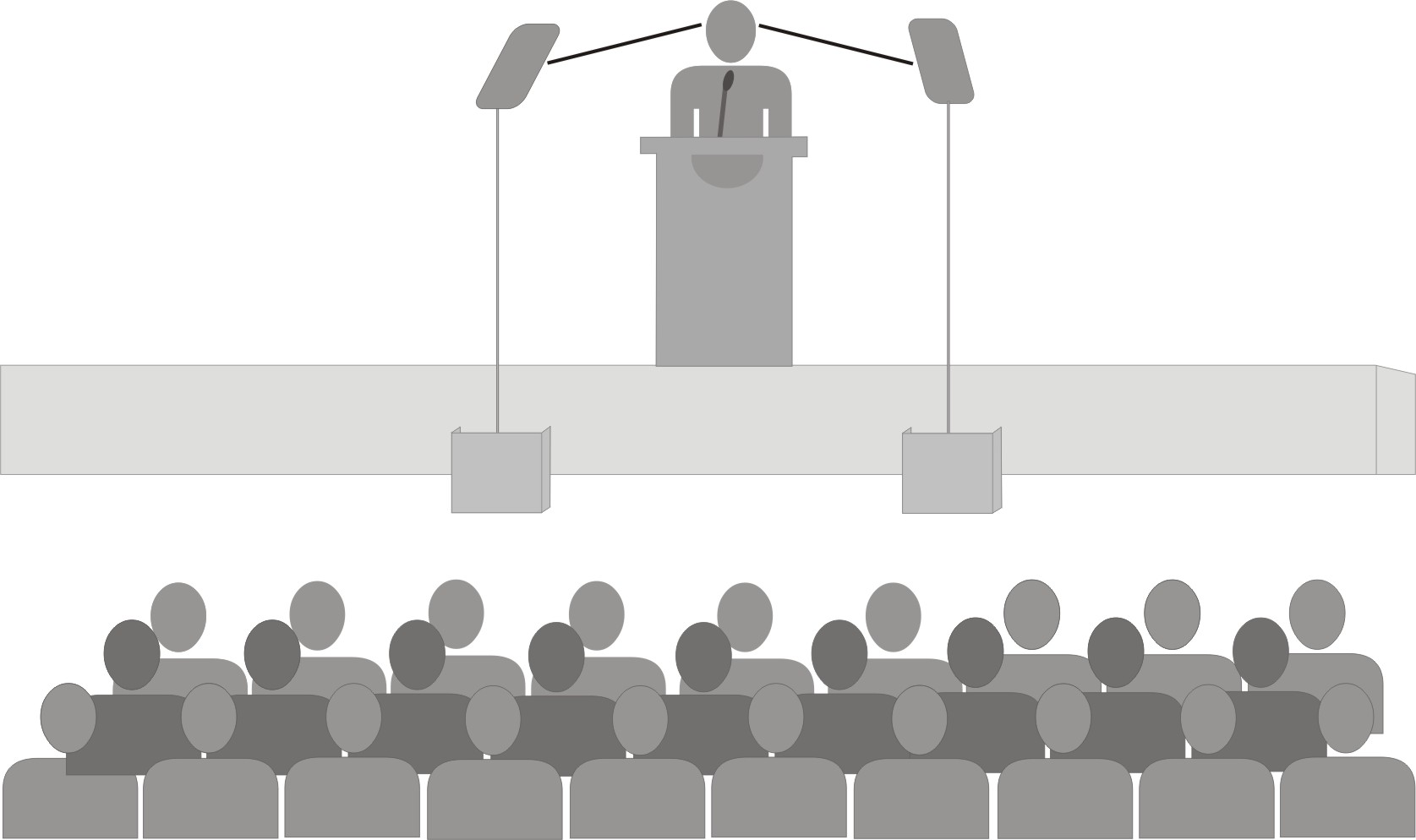
Un ejemplo de teleprompter de pódium.

- Los teleprónteres de pódium o presidenciales son aquellos que se utilizan para los eventos en los que se tiene un orador al frente de una audiencia en vivo. En estos casos se puede posicionar al orador en un estrado para referirse a la audiencia. El pódium puede estar totalmente centrado respecto del escenario o también en un extremo de él. En ambos casos, el teleprompter siempre le facilita al orador la lectura y el contacto con su audiencia. En este caso el teleprompter será alineado para la lectura correcta, debe ser colocado de 1.5 a 2 m del orador, con una inclinación del espejo a 45° para que pueda leer sin problemas lo que el monitor en el piso refleje. Cuando el orador cambia su vista del espejo derecho al izquierdo (por ejemplo), baña con su mirada 90° de audiencia al centro.

Si un orador debe leer, es mejor que lea dos espejos levantando su mirada, en vez de unas tarjetas en su atril bajando la mirada.
- En el caso de los teleprónteres cámara son ocupados para grabaciones de programas de televisión, cápsulas de vídeo, noticieros y muchas otras aplicaciones para televisión, además de emplearse también en producciones corporativas para mensajes, cursos de inducción y vídeos en general. Este tipo de teleprónter es montado sobre un trípode que soporta una plataforma en la que se monta espejo, monitor y cámara. El espejo de características especiales, del lado de la cámara es traslúcido y del lado del conductor es reflectivo.

En paralelo al auge del vídeo en Internet (gracias a plataformas como YouTube) y a la integración en la vida cotidiana de los teléfonos inteligentes (y las tabletas inteligentes como el iPad), ha surgido una nueva generación de teleprompters que sustituyen las pesadas pantallas de ordenador por estos versátiles dispositivos. Los nuevos teleprónteres para tabletas inteligentes tienen un funcionamiento similar a los teleprompter de estudio (de cámara) convencionales pero son mucho más livianos, fáciles de usar y de transportar debido a que no requieren estar conectados a una fuente de alimentación. Otra ventaja es un precio más asequible, llegando a costar aproximadamente una quinta parte de lo que cuestan sus hermanos mayores. Estas características los está haciendo muy populares tanto entre los usuarios domésticos como también entre las empresas que desean, sin realizar grandes inversiones en equipos sofisticados, comunicar con sus audiencias a través de vídeo.
No sirve cualquier espejo para un teleprónter, estos son de fabricación especial y su relación reflectividad/traslucidad debe ser 70/30 o 60/40 con un espesor de 3 mm y super transparentes para que el diafragma de la cámara, no detecte la presencia del espejo o en todo caso solo reduzca 1/3 o 1/2 paso de diafragma. La plataforma debe tener adaptadores para cualquier tipo de cámara.
Los programas de trabajo o software (también en formato de aplicación para tabletas) son los que nos permiten importar los discursos o guiones que le da nuestro orador o conductor, los hay muy sencillos o tremendamente sofisticados. Hoy en día, un programa de trabajo se puede operar desde un teléfono móvil pero para una producción de vídeo o cinematográfica o un discurso ante una audiencia en vivo, se requiere de un programa de trabajo potente que nos dé la posibilidad de importar textos tan grandes como la producción lo requiera en cuestión de segundos y adicionalmente que tenga la potencia para hacer todas las modificaciones en el programa mismo, sin tener que salir de él para modificar la fuente, tamaño, color o edición en general.

## Usos comunes

### Televisión

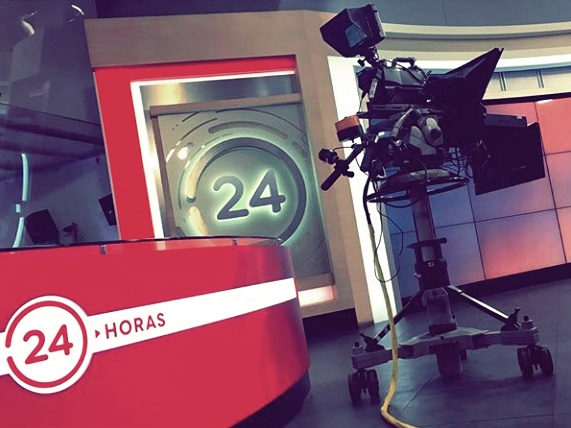
Un teleprónter usado para relatar noticias en Televisión Nacional de Chile.

El teleprónter es un elemento fundamental para los noticieros y espacios informativos, programas en los que el presentador está sentado, aunque puede utilizarse también en programas seguidos por un guion. Además, casi todos los presentadores que lo utilizan tienen el guion impreso como precaución a fallos técnicos que hagan que no funcione bien el aparato. Actualmente es más común tener el guion en computadores portátiles, teléfonos inteligentes y tabletas, además de su contraparte impresa. En la década de 1990, se usaban computadores de escritorio, especialmente cuando los estudios de prensa eran las propias salas de redacción. Esto ocurrió hasta 2010 en cadenas como CNN en Español.
Desde el año 2005, algunos eventos transmitidos por televisión, como el Festival Internacional de la Canción de Viña del Mar (en Chile), comenzaron a recurrir al teleprompter, para facilitar a los presentadores la presentación del Jurado de las Competencias y sus respectivas canciones. Dos años más tarde se sumaron algunos programas de televisión de otros formatos, como Sábado Gigante, que reemplazó las tradicionales tarjetas, para dar lectura al libreto indicado en el teleprompter y una cartulina que lo acompaña.

### Discursos
También es usado por conferenciantes y políticos para que puedan leer sus discursos de manera fluida. Una anécdota conocida es la ocasión del discurso de George W. Bush ante la ONU, cuando por un error se publicó la versión que Bush leía, con las palabras de difícil pronunciación señalada fonéticamente en el teleprompter.